# L'ultima ricchezza
L'ultima ricchezza (The Ultimate Life) è un film del 2013 diretto da Michael Landon Jr., con protagonisti Drew Waters e Austin James.
Il film è tratto dal romanzo The Ultimate Life di Jim Stovall ed è il sequel del film L'ultimo regalo del 2006.

## Trama
Tre anni dopo gli eventi de L'ultimo regalo, Jason Stevens gestisce la Stevens Foundation dopo aver ereditato il fondo fiduciario di suo nonno, Red Stevens. Mentre sta progettando di fare una proposta di matrimonio ad Alexia, Jason viene citato in giudizio da alcuni membri della sua famiglia interessati al controllo della fondazione e quindi all'eredità lasciata da Red. Quando Alexia parte per lavorare come infermiera ad Haiti, Jason capisce che è ora di rivedere le sue priorità. Chiede quindi aiuto al signor Hamilton, migliore amico di suo nonno, il quale gli consegna un diario scritto da Red Stevens che contiene la storia della sua vita. Leggendolo, Jason comprende quali sono le cose veramente importanti della vita.

## Distribuzione
Il film è stato distribuito nei cinema degli Stati Uniti il 6 settembre 2013.

## Sequel
Nel 2016 il film ha avuto un sequel televisivo intitolato L'ultima eredità e diretto da Joanne Hock.